# Altair Chagas
Altair Chagas foi um político brasileiro do estado de Minas Gerais. Foi deputado estadual em Minas Gerais, durante o período de 1962 a 1970 (5ª

e 6ª legislaturas)
, pela ARENA.
Altair Chagas foi também deputado federal por Minas Gerais.
 Natural de Inhapim, Minas Gerais, vive atualmente em Belo Horizonte, Capital do Estado. 